# Хуторян Антін Семенович
Ант́ін Сем́енович Хутор́ян (Лісов́ий) (1892, Війтівці — 1955) — український поет, журналіст і перекладач.

## Життєпис
Народився 1892 року в селі Війтівка (нині Родниківка Уманського району Черкаської області) на Київщині.

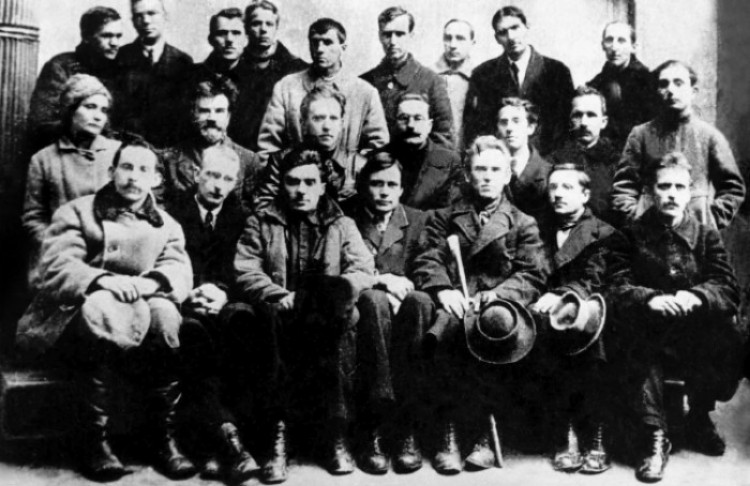
Зустріч харківських і київських митців. Київ, 1923 р. Зліва направо, перший ряд: Максим Рильський, Юрій Меженко, Микола Хвильовий, Майк Йогансен, Григорій Михайлов, Михайло Вериківський, Пилип Козицький. Другий ряд: Наталя Романович, Михайло Могилянський, Василь Еллан-Блакитний, Сергій Пилипенко, Павло Тичина, Павло Филипович, Антін Хуторян. У третьому ряду стоять: Дмитро Загул, Микола Зеров, Михайло Драй-Хмара, Григорій Косинка, Володимир Сосюра, Тодось Осьмачка, Володимир Коряк, Михайло Івченко, Борис Якубський

Перший вірш надрукував російською мовою 1910 року; по революції перейшов на українську.
Належав до організації «Плуг». 3бірки поезій «Гасла» (1925) і фейлетонів «Виродки з роду» (1930).
З початку 1930-х років працював переважно в ділянці перекладу з російської мови.
1935 року здійснив переклад повісті  Миколи Гоголя «Тарас Бульба». Того ж року вийшов роман Гоголя «Мертві душі» у перекладі за ред. А. Хуторяна, Ф. Гавриша, М. Щербака (два томи поеми).
1948 року переклав «Пісню про Сокола» Максима Горького.
1952 року здійснив переклад роману «Воскресіння» Льва Толстого. Роман вийшов у київському «Державному видавництві художньої літератури» з ілюстраціями Леоніда Пастернака.
1955 року переклав роман Льва Толстого «Анна Кареніна».
Був членом КПРС.

Могила Антона Хуторяна

Помер 1955 року. Похований у Києві на Байковому кладовищі (ділянка № 9).